# Andrea Mantovani (Fußballspieler)
Andrea Mantovani (* 22. Juni 1984 in Turin) ist ein ehemaliger italienischer Fußballspieler. Seine bevorzugte Position war die Innenverteidigung, er wurde aber auch als linker Verteidiger eingesetzt.

## Karriere

### Verein
Mantovani begann seine Karriere beim FC Turin, wo er ab 2002 zum Profikader gehörte. Am 19. Januar 2003 absolvierte er seinen ersten Einsatz in der Serie A, als er beim Spiel gegen Como Calcio eingewechselt wurde. Bis Saisonende kam er noch zu sieben weiteren Einsätzen, konnte jedoch den Abstieg in die Serie B nicht verhindern. Für die Saison 2003/04 wurde er an den Ligarivalen US Triestina ausgeliehen. Zur Saison 2004/05 kehrte er zum FC Turin zurück, verließ den Verein jedoch nach einem Jahr wieder, da der FC Turin trotz sportlichem Aufstieg keine Lizenz für die Serie A bekommen hatte.
Mantovani schloss sich Chievo Verona an, mit dem er in der Saison 2005/06 den siebten Platz in der Serie A belegte. Durch den Skandal um Juventus Turin erreichte Chievo Verona sogar noch Rang vier und somit die Qualifikation zur UEFA Champions League. Dort scheiterte man jedoch an Lewski Sofia, so dass man 2006/07 am UEFA-Cup teilnahm, wo der Klub in der ersten Runde gegen Sporting Braga ausschied. In der Saison 2006/07 stieg Chievo Verona in die Serie B ab, kehrte aber nach nur einem Jahr wieder in die Serie A zurück.
Im Sommer 2011 verließ Mantovani Chievo nach sechs Jahren und wechselte innerhalb der Serie A zur US Palermo.

### Nationalmannschaft
Mantovani kam für alle italienische Juniorennationalmannschaften zum Einsatz und wurde 2003 U-19-Europameister.